# Unione Sportiva Castelnuovo Garfagnana 2007-2008
Questa voce raccoglie le informazioni riguardanti l'Unione Sportiva Castelnuovo Garfagnana nelle competizioni ufficiali della stagione 2007-2008.
Nel 2007-08 il Castelnuovo Garfagnana, ottiene una sofferta salvezza ai playout contro il Rovigo, conquistando sul campo la permanenza nella quarta serie nazionale per il decimo anno consecutivo anche se i problemi societari costringeranno il calcio a Castelnuovo a ripartire dal campionato di Eccellenza Toscana.
A novembre si registra il passaggio di quote dallo storico patron Mauro Marchini, presidente da oltre vent'anni, all'imprenditore modenese Roberto Girotti che, al suo arrivo, nomina allenatore Massimo Barbuti il quale sarà poi a sua volta sostituito a due giornate dalla fine da Attilio Lombardo. Lombardo ottiene due pareggi che costringono il Castelnuovo ai playout. Nei playout contro il Rovigo, ottiene una vittoria all'andata in trasferta per 1-0 ma al ritorno soffre più del dovuto perdendo 2-3 con il secondo goal (realizzato da Bruccini) realizzato al minuto 87° che significa salvezza per miglior piazzamento ottenuto in campionato rispetto ai veneti. 
Il 30 giugno 2008, alle ore 19, termine ultimo per il rinnovo dell'iscrizione al medesimo campionato, dopo che nei giorni precedenti si era diffusa la notizia di una possibile cessione societaria ad una cordata versiliese, dato che questa non è andata in porto, il presidente Girotti non ha iscritto il club, ormai pesantemente indebitato (quattro punti di penalizzazione nel corso dell'ultima stagione) che, nel febbraio 2009 è stato dichiarato ufficialmente fallito.  